# Jacques Blaes
Pour les articles homonymes, voir Blaes.
 Jacques Blaes (né à Bruges vers 1540/1545 et mort à Saint-Omer le 21 mars 1618) est un ecclésiastique qui fut évêque de Namur de 1596 à 1601 puis évêque de Saint-Omer de 1601 à 1618.

## Biographie
Jacques, fils de Gauthier Blaes, nait à Bruges dans une famille modeste. Il fait ses premières études dans sa ville natale puis au noviciat des Frères mineurs récollets de Courtrai où il fait profession de foi en février 1567. Ordonné prêtre en mars 1572, il est gardien puis prédicateur en Artois et Hainaut. Il devient ensuite provincial et participe à trois chapitres généraux dont un à Rome.
Le roi Philippe II d'Espagne le désigne pour le siège épiscopal de Namur le 2 janvier 1596 mais Il n'est confirmé par le pape Clément VIII que le 14 avril 1597 et consacré le 23 novembre par le nonce apostolique (en) Ottavio Mirto Frangipani (en) avec comme co-consécrateurs Pieter Damant (nl) et Pierre Simons. Il est transféré à Saint-Omer le 4 janvier 1601, confirmé le 14 mars il prend possession le 19 avril et fait son entrée dans la cité le 1er mai. Son épiscopat dure 17 ans et il meurt à Saint-Omer le 21 mars 1618.

## Succession apostolique
Jacques Blaes a ordonné les évêques suivants :
- Évêque Jean du Ploich (1602)
- Évêque Jean Vischer (1611)